# Shannonomyia multisetosa
Shannonomyia multisetosa är en tvåvingeart som beskrevs av Alexander 1979. Shannonomyia multisetosa ingår i släktet Shannonomyia och familjen småharkrankar.
Artens utbredningsområde är Ecuador. Inga underarter finns listade i Catalogue of Life.